# Radcliffe Tower

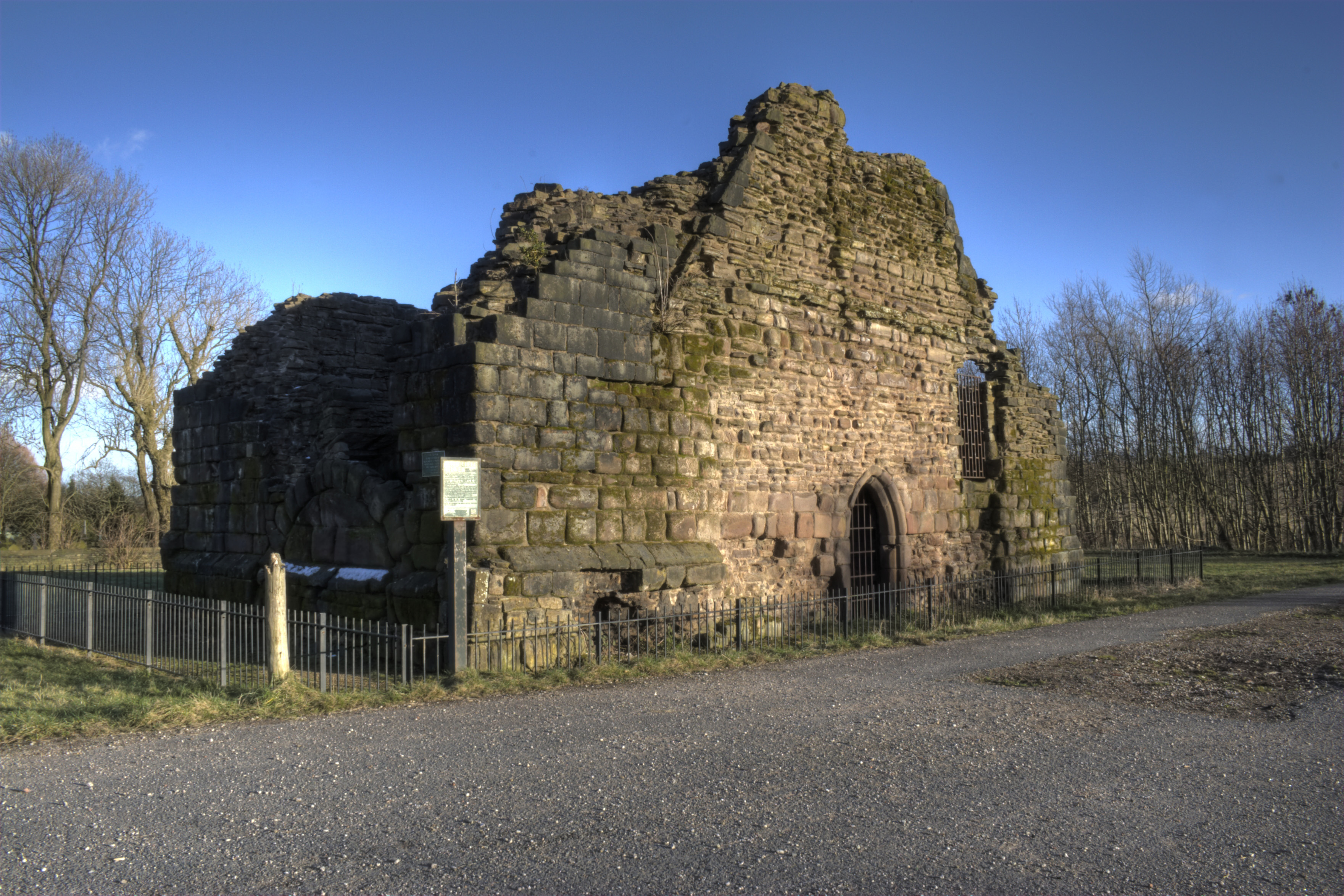
Radcliffe Tower (2009)

Der Radcliffe Tower ist der einzige erhaltene Teil eines Herrenhauses in Radcliffe in der Metropolitan Borough of Bury Greater Manchester. Der Radcliffe Tower liegt ca. 3,3 km südlich vom Bury Castle, einem im späten 15. Jahrhundert erbauten Herrenhaus mit Wassergraben.

## Geschichte
Das Herrenhaus wurde 1403 von James de Radcliffe, der Gutsherr von Radcliffe war, ausgebaut. Es bestand aus einem Haupthaus aus Holz, einem aus Quadersteinen errichteten Wehrturm mit Zinnen und einer Parkanlage. Die Anlage wurde ursprünglich von Nicholas de Radeclive im späten 11. oder frühen 12. Jahrhundert errichtet.
Nach historischen Unterlagen aus dem Jahr 1833 wurde die ehemalige große Halle des Herrenhauses als Scheune und Kuhstall verwendet und der Turm als Schweinestall genutzt. Das alte Holzfachwerk war offenbar zu diesem Zeitpunkt mit Ziegelsteinen gefüllt. 1844 wurde das Bauwerk aufgegeben, und die gesamte Struktur fiel der Verwahrlosung anheim. Die Balken und Bretter aus fester schwarzer Eiche wurden für andere Bauzwecke verwendet.

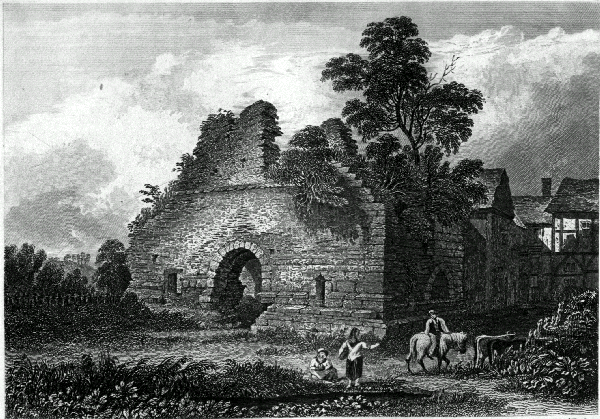
Landwirtschaftliche Nutzung um 1872

Das Grundstück mit den Überresten des zweistöckigen Holzfachwerkhauses wurde im 19. Jahrhundert vom Bury Council erworben und der baufällige Teil abgerissen. Die heute noch vorhandene Turmruine mit einer Höhe von rund 6 Metern und einem Grundmaß von 10,5 × 17 Metern blieb stehen, wurde notdürftig restauriert und als denkmalgeschütztes historisches Monument (Grade I. listed building) deklariert.
Ende 2009 wurde durch den  Rat des Bury Council ein Restaurierungsprojekt beschlossen, um den Turm und die Parkanlage wiederherzustellen.